# Hipercolesterolemia
La hipercolesterolemia es la presencia de niveles elevados de colesterol en la sangre. No puede considerarse una patología sino un desajuste metabólico que puede ser secundario a muchas enfermedades y puede contribuir a muchas formas de enfermedad, especialmente enfermedad de las arterias coronarias. Está estrechamente vinculado a los términos hiperlipidemia (los niveles elevados de lípidos) e hiperlipoproteinemia (los niveles elevados de lipoproteínas).
El colesterol elevado en la sangre se debe a las anormalidades en los niveles de lipoproteínas, las partículas que llevan el colesterol en la circulación sanguínea. Esto se puede relacionar con la dieta, los factores genéticos (tales como mutaciones del receptor de LDL, o modificación de sus niveles de expresión por los micro ARN  en hipercolesterolemia familiar) y la presencia de otras enfermedades tales como diabetes y una tiroides hipoactiva. El tipo de hipercolesterolemia depende de qué tipo de partícula (tal como lipoproteína de la baja densidad).
Los niveles altos en colesterol se tratan con dietas basadas en plantas, medicamentos, y a veces con tratamientos que incluyen cirugía (para los subtipos graves particulares). Este es énfasis también creciente en otros factores de riesgo para la enfermedad cardiovascular, tal como tensión arterial alta.
El colesterol elevado no conduce a los síntomas específicos inmediatamente. Algunos tipos de hipercolesterolemia llevan a los resultados físicos específicos: xantoma (deposición del colesterol en la piel o en tendones), xantelasma parpebral (depósitos alrededor de los párpados) y arco senil (descoloración blanca de la córnea periférica). La hipercolesterolemia elevada de muchos años lleva a la ateroesclerosis acelerada; esto puede expresarse en un número de enfermedades cardiovasculares: enfermedad de la arteria coronaria (angina de pecho, ataques del corazón), movimiento y accidente isquémico y enfermedad vascular periférica.

## Diagnóstico
No existe un nivel específico en el cual los niveles de colesterol sea anormal. Los niveles de colesterol se encuentran en una serie continua dentro de una población.
Los niveles de colesterol más altos llevan al riesgo creciente de enfermedad específica, especialmente enfermedades cardiovasculares. Específicamente, los altos niveles de colesterol de LDL se asocian a riesgo creciente. Al hablar de hipercolesterolemia, la mayoría de la gente se refieren a niveles del colesterol LDL.
Al medir el colesterol, es importante medir sus subfracciones antes de sacar una conclusión en cuanto a la causa del problema. Las subfracciones son LDL, HDL y VLDL. En el pasado, los niveles de LDL y de VLDL se medían muy raramente debido a su alto costo. Los niveles de VLDL se reflejan en los niveles de triglicéridos (generalmente el cerca lde 45% de triglicéridos se compone de VLDL). LDL era estimado generalmente como valor calculado de las otras fracciones (colesterol total menos HDL y VLDL); este método se llama el cálculo de Friedewald; específicamente:
Colesterol del total del ~= de LDL - HDL - (0,2 triglicéridos de x).
Los métodos del laboratorio menos costoso (y menos exacto)s y la fórmula de Friedewald, LDL= TC–HDL–(TG/5) o la versión modificada LDL (mg/dL)= TC/1,19 + TG/1.9 – HDL/1,1– 38 se han utilizado de largo debido a la complejidad, el trabajo y el costo de los métodos electroforéticos desarrollados en los años 70 para identificar las diversas partículas de la lipoproteína que transportan el colesterol en la sangre.
En el año 80, los métodos originales, desarrollados por el trabajo de investigación en los mediados de los años setenta costaron cerca de US$ 5000, al cambio de 1980, por muestra de sangre/persona.[cita requerida]
Con tiempo, se han desarrollado los análisis más avanzados de laboratorio que miden LDL y los tamaños de las partículas y los niveles de VLDL y son más baratos. Estos se han desarrollado y llegan a ser en parte más populares como resultado de la evidencia cada vez mayor que intencionalmente el cambio de los patrones del transporte del colesterol, incluyendo a ciertos valores anormales comparados a la mayoría de los adultos, tiene a menudo un efecto marcado sobre la reducción, incluso invirtiendo parcialmente, el proceso aterosclerótico del ensayo clínico. Con la investigación y avances en curso en los métodos de laboratorio, los precios para análisis más sofisticados han disminuido marcadamente, menos de US$ 100, al cambio de 2004, algunos laboratorios y con aumentos simultáneos en la exactitud de la medición de los métodos.[cita requerida]
En algunas ocasiones se encuentra como un síntoma para diagnóstico mareos con sensación de vértigo, cansancio excesivo y sensación de desmayo u adormecimiento, esto es debido al alto nivel de colesterol en la sangre y la dificultad de esta para circular por el cuerpo, por lo cual será necesario realizar estudios indicados por el médico para evaluar la aparición de esta enfermedad. También produce alteraciones en la visión.

## Investigación
El investigador A. Alcalá publicó en 2002 que las áreas cerebrales 17, 18 y 19 de Brodman servían, además de para inducir el fenómeno de la visión, para informar del riesgo cardiovascular asociado al colesterol, que se traduce como fallo visual en la calidad, cantidad, color y contraste de las imágenes.[cita requerida]
Hay evidencias de relación de la hipercolesteronemia, la obesidad infantil y la diabetes tipo 2.